# Fernando Morientes
Fernando Morientes Sánchez (Cilleros, 5 aprile 1976) è un allenatore di calcio ed ex calciatore spagnolo, di ruolo attaccante, responsabile delle giovanili del Racing Capri.

## Biografia
È nato a Cilleros, Cáceres, Estremadura. Si trasferì a Sonseca nella provincia di Toledo all'età di quattro anni.
È soprannominato El Moro.

### Nella cultura di massa
Compare sulla copertina del videogioco FIFA Football 2005 con la maglia della sua nazionale, a fianco a Patrick Vieira e Andrij Ševčenko.

## Caratteristiche tecniche
Era un attaccante che disponeva di un'ottima visione di gioco, oltre che di bravura nel gioco aereo e nello smarcarsi. Si affidava più alla tecnica che alla forza.

## Carriera

### Club
È cresciuto calcisticamente nell'Albacete, con cui ha esordito in prima squadra a 17 anni (nel 1993). Il 7 luglio 1995 è poi passato al Real Saragozza dove ha disputato due stagioni.
Il 24 luglio 1997 è stato acquistato dal Real Madrid: nella sua prima annata con le merengues ha segnato 12 reti in campionato. Durante gli anni al Real Madrid ha formato un'eccellente coppia d'attacco con Raul: dal 1998 al 2004 ha vinto due titoli nazionali (2001 e 2003), tre supercoppe di lega (1997, 2001 e 2003), tre Champions League (1998, 2000 e 2002), una Supercoppa UEFA (2002) e due Coppe Intercontinentali (1998 e 2002). Il 24 maggio 2000 nella finale di Champions contro i connazionali del Valencia segnò la prima rete dell'incontro, terminato 3-0 per i blancos.
All'inizio della stagione 2002-2003 l'arrivo di Ronaldo gli precluse il posto da titolare, ma Morientes rifiutò un'offerta da parte del Barcellona (per 20 milioni) rimanendo a Madrid: trovò poco spazio nell'annata, segnando 5 gol in 19 partite ma vincendo comunque lo scudetto. Il 31 agosto 2003 viene ceduto in prestito ai francesi del Monaco: con il club monegasco si laureò capocannoniere della Champions League 2003-2004, segnando 9 gol e conquistando la palma di vicecampione d'Europa (il Monaco fu sconfitto in finale dal Porto di José Mourinho, per 3-0). Nei quarti di finale del torneo segnò due reti proprio al Real Madrid (andando in gol sia all'andata che al ritorno), contribuendo al passaggio del turno da parte del club francese.
Rientra al Real Madrid, ma complice uno scarso utilizzo il 12 gennaio 2005 viene ceduto al Liverpool per 8 milioni di euro: con i reds vinse la sua quarta Champions League dopo la finale di Istanbul contro il Milan, ma lo spagnolo non poté scendere mai in campo in quanto aveva già giocato col Real nella fase a gironi della competizione. La sua militanza nel club britannico gli valse comunque la conquista della Supercoppa UEFA 2005 e della FA Cup 2005-2006: il 5 luglio 2006 lasciò il Liverpool dopo 15 reti in 51 incontri. Tornato in Spagna ma al Valencia, vinse la Coppa del Re nel 2008.
Il 27 luglio 2009 cambia ancora una volta squadra, approdando all'Olympique Marsiglia, dove ritrova Didier Deschamps che lo aveva già allenato al Monaco: nel 2010 si aggiudica il titolo francese e la Coppa di lega. Il 1º luglio dello stesso anno rescinde il suo contratto con la società e il 31 agosto annuncia il suo ritiro dal campo, dopo 17 anni da professionista.

### Nazionale
Con la nazionale spagnola conta 47 presenze e 27 gol. Con le Furie rosse ha partecipato al campionato del mondo 1998, al campionato del mondo 2002 e al campionato d'Europa 2004. Salta invece per scelta tecnica gli europei del 2000.
Il miglior risultato sono stati i quarti di finale ai mondiali nippo-coreani, dove durante la partita giocata contro la Corea del Sud padrona di casa gli venne annullato un gol regolare che avrebbe consentito il passaggio alle semifinali, essendo stato siglato nei tempi supplementari ove vigeva la regola del golden goal.

### Ritiro
Il 12 gennaio 2012 diventa allenatore delle giovanili dell'Huracán Valencia.
Il 27 giugno 2012 entra a far parte nello staff del Real Madrid, con il ruolo di allenatore della selezione juvenil B. Il 21 giugno 2014 dopo una grandissima stagione, si dimette per problemi personali.
Il 19 giugno 2015 diventa il nuovo allenatore del Fuenlabrada, squadra della terza divisione spagnola, con cui firma un contratto biennale. Il 17 febbraio 2016 viene sollevato dall'incarico dopo aver ottenuto scarsi risultati, totalizzando 8 vittorie, 8 pareggi e 9 sconfitte.
Nel luglio 2020 diventa direttore tecnico della neonata squadra campana del Racing Capri FC, con lo scopo di scoprire e far crescere giovani talenti.

## Statistiche
Globalmente Morientes, tra club, nazionale maggiore e nazionali giovanili, ha segnato 251 gol in 647 partite, alla media di 0,39 reti a partita.

### Presenze e reti nei club
| Stagione             | Squadra              | Campionato           | Campionato | Campionato | Coppe nazionali | Coppe nazionali | Coppe nazionali | Coppe continentali | Coppe continentali | Coppe continentali | Altre coppe | Altre coppe | Altre coppe | Totale | Totale |
| Stagione             | Squadra              | Comp                 | Pres       | Reti       | Comp            | Pres            | Reti            | Comp               | Pres               | Reti               | Comp        | Pres        | Reti        | Pres   | Reti   |
| -------------------- | -------------------- | -------------------- | ---------- | ---------- | --------------- | --------------- | --------------- | ------------------ | ------------------ | ------------------ | ----------- | ----------- | ----------- | ------ | ------ |
| 1993-1994            | Albacete             | PD                   | 2          | 0          | CR              | 2               | 1               | -                  | -                  | -                  | -           | -           | -           | 4      | 1      |
| 1994-1995            | Albacete             | PD                   | 20+1       | 5+0        | CR              | 6               | 2               | -                  | -                  | -                  | -           | -           | -           | 27     | 7      |
| Totale Albacete      | Totale Albacete      | Totale Albacete      | 22+1       | 5+0        |                 | 8               | 3               |                    | -                  | -                  |             | -           | -           | 31     | 8      |
| 1995-1996            | Real Zaragoza        | PD                   | 29         | 13         | CR              | 3               | 3               | CdC                | 5                  | 2                  | SU          | 2           | 0           | 39     | 18     |
| 1996-1997            | Real Zaragoza        | PD                   | 37         | 15         | CR              | 3               | 1               |                    | -                  | -                  |             | -           | -           | 40     | 16     |
| Totale Real Zaragoza | Totale Real Zaragoza | Totale Real Zaragoza | 66         | 28         |                 | 6               | 4               |                    | 5                  | 2                  |             | 2           | 0           | 79     | 34     |
| 1997-1998            | Real Madrid          | PD                   | 33         | 12         | CR              | 2               | 0               | UCL                | 10                 | 4                  | SS          | 0           | 0           | 45     | 16     |
| 1998-1999            | Real Madrid          | PD                   | 33         | 19         | CR              | 5               | 6               | UCL                | 4                  | 0                  | SU+CInt     | 1+0         | 0           | 43     | 25     |
| 1999-2000            | Real Madrid          | PD                   | 29         | 12         | CR              | 5               | 0               | UCL                | 14                 | 6                  | Cmc         | 3           | 1           | 51     | 19     |
| 2000-2001            | Real Madrid          | PD                   | 22         | 6          | CR              | 1               | 0               | UCL                | 8                  | 4                  | SU+CInt     | 0+1         | 0           | 32     | 10     |
| 2001-2002            | Real Madrid          | PD                   | 33         | 18         | CR              | 5               | 0               | UCL                | 11                 | 3                  | SS          | 2           | 0           | 51     | 21     |
| 2002-2003            | Real Madrid          | PD                   | 19         | 5          | CR              | 2               | 1               | UCL                | 7                  | 0                  | SU+CInt     | 0           | 0           | 28     | 6      |
| ago. 2003            | Real Madrid          | PD                   | 1          | 0          | CR              | 0               | 0               | UCL                | 0                  | 0                  | SS          | 0           | 0           | 1      | 0      |
| ago. 2003-2004       | Monaco               | L1                   | 28         | 10         | CF+CdL          | 2+0             | 3+0             | UCL                | 12                 | 9                  | -           | -           | -           | 42     | 22     |
| 2004-gen. 2005       | Real Madrid          | PD                   | 13         | 0          | CR              | 2               | 1               | UCL                | 6                  | 2                  | -           | -           | -           | 21     | 3      |
| Totale Real Madrid   | Totale Real Madrid   | Totale Real Madrid   | 183        | 72         |                 | 22              | 8               |                    | 60                 | 19                 |             | 7           | 1           | 272    | 100    |
| gen.-giu. 2005       | Liverpool            | PL                   | 13         | 3          | FACup+CdL       | 0+2             | 0+0             | UCL                | -                  | -                  | -           | -           | -           | 15     | 3      |
| 2005-2006            | Liverpool            | PL                   | 28         | 5          | FACup+CdL       | 5+1             | 1+0             | UCL                | 10                 | 3                  | SU+Cmc      | 1+1         | 0           | 46     | 9      |
| Totale Liverpool     | Totale Liverpool     | Totale Liverpool     | 41         | 8          |                 | 8               | 1               |                    | 10                 | 3                  |             | 2           | 0           | 61     | 12     |
| 2006-2007            | Valencia             | PD                   | 24         | 12         | CR              | 3               | 0               | UCL                | 10                 | 7                  | -           | -           | -           | 37     | 19     |
| 2007-2008            | Valencia             | PD                   | 22         | 6          | CR              | 1               | 1               | UCL                | 8                  | 1                  | -           | -           | -           | 31     | 8      |
| 2008-2009            | Valencia             | PD                   | 20         | 1          | CR              | 6               | 2               | CU                 | 7                  | 3                  | SS          | 1           | 1           | 34     | 7      |
| Totale Valencia      | Totale Valencia      | Totale Valencia      | 66         | 19         |                 | 10              | 3               |                    | 25                 | 11                 |             | 1           | 1           | 102    | 34     |
| 2009-2010            | O. Marsiglia         | L1                   | 12         | 1          | CF+CdL          | 2+0             | 0               | UCL+UEL            | 4+1                | 0                  | -           | -           | -           | 19     | 1      |
| 2014-2015            | DAV Santa Ana        | 5L                   | 3          | 0          |                 | -               | -               |                    | -                  | -                  |             | -           | -           | 3      | 0      |
| Totale carriera      | Totale carriera      | Totale carriera      | 421+1      | 143+0      |                 | 58              | 22              |                    | 117                | 44                 |             | 12          | 2           | 609    | 211    |

### Cronologia presenze e reti in nazionale
| Cronologia completa delle presenze e delle reti in nazionale ― Spagna | Cronologia completa delle presenze e delle reti in nazionale ― Spagna | Cronologia completa delle presenze e delle reti in nazionale ― Spagna | Cronologia completa delle presenze e delle reti in nazionale ― Spagna | Cronologia completa delle presenze e delle reti in nazionale ― Spagna | Cronologia completa delle presenze e delle reti in nazionale ― Spagna | Cronologia completa delle presenze e delle reti in nazionale ― Spagna | Cronologia completa delle presenze e delle reti in nazionale ― Spagna |
| Data                                                                  | Città                                                                 | In casa                                                               | Risultato                                                             | Ospiti                                                                | Competizione                                                          | Reti                                                                  | Note                                                                  |
| --------------------------------------------------------------------- | --------------------------------------------------------------------- | --------------------------------------------------------------------- | --------------------------------------------------------------------- | --------------------------------------------------------------------- | --------------------------------------------------------------------- | --------------------------------------------------------------------- | --------------------------------------------------------------------- |
| 25-3-1998                                                             | Vigo                                                                  | Spagna                                                                | 4 – 0                                                                 | Svezia                                                                | Amichevole                                                            | 2                                                                     | 46’                                                                   |
| 3-6-1998                                                              | Santander                                                             | Spagna                                                                | 4 – 0                                                                 | Irlanda del Nord                                                      | Amichevole                                                            | 2                                                                     | 46’                                                                   |
| 19-6-1998                                                             | Saint-Étienne                                                         | Spagna                                                                | 0 – 0                                                                 | Paraguay                                                              | Mondiali 1998 - 1º turno                                              | -                                                                     | 52’                                                                   |
| 24-6-1998                                                             | Lens                                                                  | Spagna                                                                | 6 – 1                                                                 | Bulgaria                                                              | Mondiali 1998 - 1º turno                                              | 2                                                                     |                                                                       |
| 5-9-1998                                                              | Limassol                                                              | Cipro                                                                 | 3 – 2                                                                 | Spagna                                                                | Qual. Euro 2000                                                       | 1                                                                     |                                                                       |
| 23-9-1998                                                             | Granada                                                               | Spagna                                                                | 1 – 0                                                                 | Russia                                                                | Amichevole                                                            | -                                                                     | 68’                                                                   |
| 5-6-1999                                                              | Villareal                                                             | Spagna                                                                | 9 – 0                                                                 | San Marino                                                            | Qual. Euro 2000                                                       | -                                                                     |                                                                       |
| 18-8-1999                                                             | Varsavia                                                              | Polonia                                                               | 1 – 2                                                                 | Spagna                                                                | Amichevole                                                            | 1                                                                     | 63’                                                                   |
| 4-9-1999                                                              | Vienna                                                                | Austria                                                               | 1 – 3                                                                 | Spagna                                                                | Qual. Euro 2000                                                       | -                                                                     | 88’                                                                   |
| 10-10-1999                                                            | Albacete                                                              | Spagna                                                                | 3 – 0                                                                 | Israele                                                               | Qual. Euro 2000                                                       | 1                                                                     | 78’                                                                   |
| 13-11-1999                                                            | Vigo                                                                  | Spagna                                                                | 0 – 0                                                                 | Brasile                                                               | Amichevole                                                            | -                                                                     | 67’                                                                   |
| 17-11-1999                                                            | Siviglia                                                              | Spagna                                                                | 0 – 2                                                                 | Argentina                                                             | Amichevole                                                            | -                                                                     | 73’                                                                   |
| 28-3-2001                                                             | Valencia                                                              | Spagna                                                                | 2 – 1                                                                 | Francia                                                               | Amichevole                                                            | 1                                                                     | 81’                                                                   |
| 1-9-2001                                                              | Valencia                                                              | Spagna                                                                | 4 – 0                                                                 | Austria                                                               | Qual. Mondiali 2002                                                   | 2                                                                     | 71’                                                                   |
| 5-9-2001                                                              | Vaduz                                                                 | Liechtenstein                                                         | 0 – 2                                                                 | Spagna                                                                | Qual. Mondiali 2002                                                   | -                                                                     |                                                                       |
| 14-11-2001                                                            | Huelva                                                                | Spagna                                                                | 1 – 0                                                                 | Messico                                                               | Amichevole                                                            | -                                                                     | 46’                                                                   |
| 13-2-2002                                                             | Barcellona                                                            | Spagna                                                                | 1 – 1                                                                 | Portogallo                                                            | Amichevole                                                            | 1                                                                     | 46’                                                                   |
| 27-3-2002                                                             | Rotterdam                                                             | Paesi Bassi                                                           | 1 – 0                                                                 | Spagna                                                                | Amichevole                                                            | -                                                                     | 46’                                                                   |
| 17-4-2002                                                             | Belfast                                                               | Irlanda del Nord                                                      | 0 – 5                                                                 | Spagna                                                                | Amichevole                                                            | 1                                                                     |                                                                       |
| 2-6-2002                                                              | Gwangju                                                               | Spagna                                                                | 3 – 1                                                                 | Slovenia                                                              | Mondiali 2002 - 1º turno                                              | -                                                                     | 67’                                                                   |
| 7-6-2002                                                              | Jeonju                                                                | Spagna                                                                | 3 – 1                                                                 | Paraguay                                                              | Mondiali 2002 - 1º turno                                              | 2                                                                     | 46’                                                                   |
| 12-6-2002                                                             | Daejeon                                                               | Sudafrica                                                             | 2 – 3                                                                 | Spagna                                                                | Mondiali 2002 - 1º turno                                              | -                                                                     | 77’                                                                   |
| 16-6-2002                                                             | Suwon                                                                 | Spagna                                                                | 1 – 1 dts (3 – 2 dtr)                                                 | Irlanda                                                               | Mondiali 2002 - Ottavi di finale                                      | 1                                                                     | 72’                                                                   |
| 22-6-2002                                                             | Gwangju                                                               | Spagna                                                                | 0 – 0 dts (3 – 5 dtr)                                                 | Corea del Sud                                                         | Mondiali 2002 - Quarti di finale                                      | -                                                                     | 111’                                                                  |
| 21-8-2002                                                             | Budapest                                                              | Ungheria                                                              | 1 – 1                                                                 | Spagna                                                                | Amichevole                                                            | -                                                                     | 46’                                                                   |
| 12-10-2002                                                            | Albacete                                                              | Spagna                                                                | 3 – 0                                                                 | Irlanda del Nord                                                      | Qual. Euro 2004                                                       | -                                                                     | 63’                                                                   |
| 16-10-2002                                                            | Logroño                                                               | Spagna                                                                | 0 – 0                                                                 | Paraguay                                                              | Amichevole                                                            | -                                                                     |                                                                       |
| 30-4-2003                                                             | Madrid                                                                | Spagna                                                                | 4 – 0                                                                 | Ecuador                                                               | Amichevole                                                            | 3                                                                     | 71’                                                                   |
| 7-6-2003                                                              | Saragozza                                                             | Spagna                                                                | 0 – 1                                                                 | Grecia                                                                | Qual. Euro 2004                                                       | -                                                                     |                                                                       |
| 11-6-2003                                                             | Belfast                                                               | Irlanda del Nord                                                      | 0 – 0                                                                 | Spagna                                                                | Qual. Euro 2004                                                       | -                                                                     | 66’                                                                   |
| 31-3-2004                                                             | Gijón                                                                 | Spagna                                                                | 2 – 0                                                                 | Danimarca                                                             | Amichevole                                                            | 1                                                                     | 46’                                                                   |
| 28-4-2004                                                             | Genova                                                                | Italia                                                                | 1 – 1                                                                 | Spagna                                                                | Amichevole                                                            | -                                                                     | 46’                                                                   |
| 5-6-2004                                                              | Getafe                                                                | Spagna                                                                | 4 – 0                                                                 | Andorra                                                               | Amichevole                                                            | 1                                                                     | 46’                                                                   |
| 12-6-2004                                                             | Faro                                                                  | Spagna                                                                | 1 – 0                                                                 | Russia                                                                | Euro 2004 - 1º turno                                                  | -                                                                     | 59’                                                                   |
| 16-6-2004                                                             | Porto                                                                 | Grecia                                                                | 1 – 1                                                                 | Spagna                                                                | Euro 2004 - 1º turno                                                  | 1                                                                     | 65’                                                                   |
| 20-6-2004                                                             | Lisbona                                                               | Spagna                                                                | 0 – 1                                                                 | Portogallo                                                            | Euro 2004 - 1º turno                                                  | -                                                                     | 80’                                                                   |
| 18-8-2004                                                             | Las Palmas                                                            | Spagna                                                                | 3 – 2                                                                 | Venezuela                                                             | Amichevole                                                            | 1                                                                     | 46’                                                                   |
| 8-9-2004                                                              | Zenica                                                                | Bosnia ed Erzegovina                                                  | 1 – 1                                                                 | Spagna                                                                | Qual. Mondiali 2006                                                   | -                                                                     | 62’                                                                   |
| 17-8-2005                                                             | Gijón                                                                 | Spagna                                                                | 2 – 0                                                                 | Uruguay                                                               | Amichevole                                                            | -                                                                     | 46’                                                                   |
| 3-9-2005                                                              | Santander                                                             | Spagna                                                                | 2 – 1                                                                 | Canada                                                                | Amichevole                                                            | 1                                                                     | 54’                                                                   |
| 12-11-2005                                                            | Madrid                                                                | Spagna                                                                | 5 – 1                                                                 | Slovacchia                                                            | Qual. Mondiali 2006                                                   | 1                                                                     | 76’                                                                   |
| 16-11-2005                                                            | Bratislava                                                            | Slovacchia                                                            | 1 – 1                                                                 | Spagna                                                                | Qual. Mondiali 2006                                                   | -                                                                     | 65’                                                                   |
| 1-3-2006                                                              | Valladolid                                                            | Spagna                                                                | 3 – 2                                                                 | Costa d'Avorio                                                        | Amichevole                                                            | -                                                                     | 68’                                                                   |
| 15-11-2006                                                            | Cadice                                                                | Spagna                                                                | 0 – 1                                                                 | Romania                                                               | Amichevole                                                            | -                                                                     |                                                                       |
| 7-2-2007                                                              | Manchester                                                            | Inghilterra                                                           | 0 – 1                                                                 | Spagna                                                                | Amichevole                                                            | -                                                                     | 46’                                                                   |
| 24-3-2007                                                             | Madrid                                                                | Spagna                                                                | 2 – 1                                                                 | Danimarca                                                             | Qual. Euro 2008                                                       | 1                                                                     | 64’                                                                   |
| 28-3-2007                                                             | Palma di Maiorca                                                      | Spagna                                                                | 1 – 0                                                                 | Islanda                                                               | Qual. Euro 2008                                                       | -                                                                     | 43’                                                                   |
| Totale                                                                |                                                                       | Presenze                                                              | 47                                                                    |                                                                       | Reti (7º posto)                                                       | 27                                                                    |                                                                       |

## Palmarès

### Giocatore

#### Club

##### Competizioni nazionali
- Supercoppa di Spagna: 3

Real Madrid: 1997, 2001, 2003
- Campionato spagnolo: 2

Real Madrid: 2000-2001, 2002-2003
- Coppa d'Inghilterra: 1

Liverpool: 2005-2006
- Coppa di Spagna: 1

Valencia: 2007-2008
- Coppa di Lega francese: 1

Olympique Marsiglia: 2009-2010
- Campionato francese: 1

Olympique Marsiglia: 2009-2010

##### Competizioni internazionali
- UEFA Champions League: 3

Real Madrid: 1997-1998, 1999-2000, 2001-2002
- Supercoppa UEFA: 2

Real Madrid: 2002
Liverpool: 2005
- Coppa Intercontinentale: 2

Real Madrid: 1998, 2002

#### Individuale
- Capocannoniere della UEFA Champions League: 1

2003-2004 (9 gol)